# Kathryn Long
Kathryn Long (Toronto, Ontario, 12 de julio de 1982) es una actriz canadiense. Ha participado en series de televisión como Goosebumps y Forever Knight.

## Carrera
Kathryn Long inició su carrera en el año 1995, donde participó en When the Dark Man Calls. Más tarde participó en series Road to Avonlea, Forever Knight y Goosebumps en esta última interpretando a Carly Beth Caldwell. 
También ha aparecido como invitada en series como Ready or Not, PSI Factor: Chronicles of the Paranormal, Degas and the Dancer, Are You Afraid of the Dark?.

## Filmografía
- Crossing the Line..........Tiger Captain (2002)
- Le porte-bonheur...........Micheline (2001)
- Wind at My Back............Doris Bailey (1996-2002) (13 episodios)
- Are You Afraid of the Dark?....Vanessa (1999) (1 episodio)
- Degas and the Dancer.......Pauline von Goetham (1998)
- PSI Factor: Chronicles of the Paranormal.......Layla Hamilton (1997) (1 episodio)
- Ready or Not...............Caitlyn (1997) (1 episodio)
- Goosebumps.................Carly Beth Caldwell (1995-1996) (4 episodios)
- Forever Knight.............Divia (1995-1996) (2 episodios)
- Road to Avonlea............Cally Dean (1996) (5 episodios)
- When the Dark Man Calls....Joven Julie (1995)